# Sonoita, Arizona
Sonoita je naseljeno područje za statističke svrhe u američkoj saveznoj državi Arizona. Prema popisu stanovništva iz 2010. u njemu je živjelo 818 stanovnika.